# アメリカ海兵隊の陸上施設一覧
アメリカ海兵隊の陸上施設一覧（アメリカかいへいたいのりくじょうしせついちらん）は、アメリカ海兵隊における部隊及び機関が在所する施設の一覧である。

## アメリカ国内
| 施設名                                             | 所在地                                       | 備考                             |
| -------------------------------------------------- | -------------------------------------------- | -------------------------------- |
| ユマ海兵隊航空基地                                 | アリゾナ州ユマ                               |                                  |
| ミラマー海兵隊航空基地                             | カリフォルニア州サンディエゴ                 |                                  |
| キャンプ・ペンドルトン                             | カリフォルニア州オーシャンサイド             |                                  |
| キャンプ・ペンドルトン海兵隊航空基地               | カリフォルニア州オーシャンサイド             | キャンプ・ペンドルトンの構成施設 |
| トウェンティナイン・パームズ海兵隊空地戦闘センター | カリフォルニア州トウェンティナイン・パームズ |                                  |
| バーストウ海兵隊兵站基地                           | カリフォルニア州バーストウ                   |                                  |
| サンディエゴ海兵隊新兵訓練基地                     | カリフォルニア州サンディエゴ                 |                                  |
| 山岳戦訓練センター                                 | カリフォルニア州ブリッジポート               |                                  |
| オールバニ海兵隊兵站基地                           | ジョージア州オールバニ                       |                                  |
| ハワイ海兵隊基地                                   | ハワイ州ホノルル郡                           |                                  |
| カネオヘ・ベイ海兵隊航空基地                       | ハワイ州カネオヘ                             |                                  |
| キャンプ・H・M・スミス                             | ハワイ州アイエア                             |                                  |
| チェリー・ポイント海兵隊航空基地                   | ノースカロライナ州ハブロック                 |                                  |
| アトランティック海兵隊場外離着陸場                 | ノースカロライナ州アトランティック           |                                  |
| ボーグ・フィールド海兵隊予備着陸場                 | ノースカロライナ州エメラルド・アイル         |                                  |
| キャンプ・レジューン                               | ノースカロライナ州ジャクソンビル             |                                  |
| キャンプ・ガイガー                                 | ノースカロライナ州ジャクソンビル             | キャンプ・レジューンの構成施設   |
| キャンプ・ギルバート・H・ジョンソン                | ノースカロライナ州ジャクソンビル             | キャンプ・レジューンの構成施設   |
| コートハウス・ベイ                                 | ノースカロライナ州ジャクソンビル             | キャンプ・レジューンの構成施設   |
| ストーン・ベイ                                     | ノースカロライナ州ジャクソンビル             | キャンプ・レジューンの構成施設   |
| ニュー・リバー海兵隊航空基地                       | ノースカロライナ州ジャクソンビル             |                                  |
| キャンプ・デイビス海兵隊場外離着陸場               | ノースカロライナ州ホーリー・リッジ           |                                  |
| ビューフォート海兵隊航空基地                       | サウスカロライナ州ビューフォート             |                                  |
| パリスアイランド海兵隊新兵訓練基地                 | サウスカロライナ州パリスアイランド           |                                  |
| クワンティコ海兵隊基地                             | バージニア州クワンティコ                     |                                  |
| クワンティコ海兵隊航空施設                         | バージニア州クワンティコ                     | クワンティコ海兵隊基地の構成施設 |
| キャンプ・アレン                                   | バージニア州ノーフォーク                     |                                  |
| ヘンダーソン・ホール海兵隊支援施設                 | バージニア州アーリントン郡                   |                                  |
| ワシントンD.C.海兵隊兵舎                           | ワシントンD.C.南西地区                       |                                  |

## アメリカ海外領土
| 施設名           | 所在地       | 備考 |
| ---------------- | ------------ | ---- |
| キャンプ・ブラズ | グアムデデド |      |

## アメリカ国外
| 施設名                   | 所在地                                                 | 備考                         |
| ------------------------ | ------------------------------------------------------ | ---------------------------- |
| ロバートソン・バラックス | オーストラリアノーザンテリトリーホルツェ               | オーストラリア陸軍と共用     |
| 岩国海兵隊航空基地       | 日本山口県岩国市                                       | 海上自衛隊と共用             |
| キャンプ・バトラー       | 日本沖縄県                                             |                              |
| キャンプ・コートニー     | 日本沖縄県うるま市                                     | キャンプ・バトラーの構成施設 |
| キャンプ・フォスター     | 日本沖縄県沖縄市、宜野湾市、うるま市、北谷町、北中城村 | キャンプ・バトラーの構成施設 |
| キャンプ・ゴンザルベス   | 日本沖縄県国頭村、東村                                 | キャンプ・バトラーの構成施設 |
| キャンプ・ハンセン       | 日本沖縄県金武町                                       | キャンプ・バトラーの構成施設 |
| キャンプ・キンザー       | 日本沖縄県浦添市                                       | キャンプ・バトラーの構成施設 |
| キャンプ・レスター       | 日本沖縄県北谷町                                       | キャンプ・バトラーの構成施設 |
| キャンプ・マクトリアス   | 日本沖縄県うるま市                                     | キャンプ・バトラーの構成施設 |
| キャンプ・シュワブ       | 日本沖縄県名護市                                       | キャンプ・バトラーの構成施設 |
| 伊江島補助飛行場         | 日本沖縄県伊江村                                       | キャンプ・バトラーの構成施設 |
| 普天間海兵隊航空基地     | 日本沖縄県宜野湾市                                     |                              |
| キャンプ富士             | 日本静岡県御殿場市                                     |                              |